# Sovena
A Sovena (Sociedade Vendedora de Glicerinas) é um grupo empresarial português, especialmente conhecido como produtor dos azeites Oliveira da Serra e dos óleos alimentares Fula.

## Apresentação e estrutura
O Grupo Sovena integra-se, por sua vez, no Grupo Nutrinveste, empresa/ holding adquirida ao Estado Português por Jorge de Mello, quando  o empresário retomou os seus negócios em Portugal, passada o período revolucionário do 25 de Abril durante o qual foi desmantelado o antigo Grupo CUF. 
O Grupo Sovena - hoje um dos principais grupos do mundo a atuar nos segmentos de azeite e óleos alimentares - integra quatro áreas de negócio interrelacionadas, que cobrem todo o espectro da cadeia de valor da azeitona, do azeite, outros óleos vegetais e do sabão:
- Sovena Consumer Goods – com operações fabris em Portugal, Espanha, EUA e Tunísia e presença comercial no Brasil e Angola, esta área loteia, embala e comercializa os produtos Sovena em cada mercado.
- Sovena Oilseeds – os óleos vegetais são a génese do grupo, actua em Portugal e Espanha, no fornecimento de sementes para a plantação de oleaginosas e comprar sementes no final da colheita para produção e refinação dos óleos.
- Sovena Agriculture – exploração de olivais próprios ou arrendados, além da gestão de lagares. Um projecto único a nível mundial, a operar em Portugal, Espanha e Marrocos e em plena expansão para outras regiões do mundo.
- Sovena Biodiesel – a utilização de oleaginosas para a produção de bio combustíveis abriu as portas do mundo da energia ao Grupo Sovena.

## Evolução histórica

### Origem no Grupo CUF
A origem da Sovena remonta ao antigo Grupo CUF.  
Nos finais do século XIX, Alfredo da Silva, por muitos considerado como o maior industrial português de todos os tempos, foi o timoneiro do primeiro grupo industrial, comercial e financeiro de Portugal - o Grupo CUF, iniciais de Companhia União Fabril. 
Esta CUF de Alfredo da Silva era resultante da fusão de duas empresas dedicadas essencialmente a produção de óleos, sabões e velas: a CUF - Companhia de União Fabril, fundada pelo Visconde da Junqueira e outros, e a CAF - Companhia Aliança Fabril.
No inicio no séc. XX o Grupo CUF era já o maior grupo português, com um complexo industrial no Barreiro representativo de uma estratégia de aposta no crescimento, na diversificação de atividades e no desenvolvimento tecnológico. 
Como rezava o lema da empresa, "o que o país não tem, a CUF cria".
A Sovena nasceria em 1956, era o Grupo CUF já liderado por Manuel de Mello (casado com a filha única de Alfredo da Silva, Amélia). Esta empresa resultara então de uma parceria entre a CUF, a Macedo e Coelho e a Sociedade Nacional de Sabões, e tinha por objeto a comercialização de óleos vegetais e sabões.
Nos anos 1970, o Grupo CUF, encontrando-se na sua fase de maior pujança, empregava 110.000 colaboradores e produzia mais de 1000 produtos diferentes em produção. 
A abrangência de áreas de negócio em que o Grupo tinha participação era simplesmente fascinante: adubos, têxteis, ácidos e óleos alimentares, metalomecânica, eletricidade industrial, construção e reparação naval, transportes areos e martiimos, banca, seguros, entre outras.
Tratava-se então do maior conglomerado empresarial da Península Ibérica, da quinta empresa química da Europa e de uma das 100 maiores empresas do mundo, chegando as suas mais de 100 empresas a  representar o equivalente a 5% do PIB de Portugal.

### A reconstrução posterior ao Grupo CUF
Jorge e José Manuel de Mello - os dois filhos rapazes de Manuel de Mello (e netos de Alfredo da Silva) - lideravam a CUF aquando da Revolução de 25 de Abril de 1974.
Com o regresso da estabilidade social e política no país nos finais do séc. XX, os irmãos Jorge e José Manuel de Mello, pese embora com iniciativas separadas, iniciaram a reconstrução do velho grupo familiar.
Foi então na década de 1980 que Jorge de Mello reentrou no mercado português, adquirindo a Sociedade Alco - Algodoeira Comercial e Industrial, e cuja área de negócio era a extração, refinação e embalamento de óleos alimentares.
Na década de 1990, seguiram-se mais aquisições, com o objetivo de reforçar a posição do grupo no mercado de óleos e azeites. A Lusol, cuja atividade consiste na extração e refinação de óleos e produção de sabões; a Tagol, responsável pela extracção e refinação de oleaginosas e soja através de contrato façon com a empresa multinacional Bunge; e a Sovena. 

### A aposta na internacionalização
A entrada no século XXI marcou o inicio da reestruturação industrial do grupo, com a concentração das actividades de extracção na Tagol e de embalamento na Sovena, e de uma nova vaga de aquisições em prol das necessidade crescente de responder a um mercado não nacional mas mundial.
No ano de 2002, surgiu a primeira aquisição do grupo fora de Portugal, que foi a compra de uma fábrica em Sevilha, que é responsável pela refinação e embalamento de óleos vegetais, na sua maioria azeite, permitiram ao grupo um crescimento fenomenal, tornando-se assim no 1º operador da Península Ibérica.
Já com uma voz relevante no mercado ibérico, o grupo sentiu necessidade de levar os seus produtos a mais pessoas, a mais países, a mais continentes. Foi então que, em 2004, o grupo adquire os activos de outra empresa detentora da marca de azeite Andorinha, especificamente utilizada para a exportação no Brasil, com o objectivo de relançar essa mesma marca no mercado brasileiro.
Segue-se então no ano de 2005 a aquisição de 80% do capital da East Coast Olive Oil, o maior importador e embalador de azeite nos E.U.A..
Ainda no mesmo ano, o grupo constitui a Tagol Ibérica de Aceites em Espanha para facilitar o acesso ao mercado de semente de girassol nesse país.
Com uma forte presença em três continentes alcançada em apenas três anos, em 2006 o grupo conquista mais um parceiro, a SOMED, para a criação de uma nova empresa sedeada em Marrocos, a Soprolives, que, através de exploração de olival, visa produzir e comercializar azeite para abastecer diversos mercados internacionais.
O ritmo mantém-se forte e novamente em 2006, o grupo adquire, em Espanha, 80% do capital de uma empresa dedicada exclusivamente à preparação e embalamento de azeitonas, essencialmente para exportação e com uma posição relevante nos mercados Russo, Ucraniano e do Médio Oriente.
Em 2007, foi criada a Sovena M.E.N.A. (Middle East & North Africa) na Tunísia, através de uma parceria com uma empresa local, para abastecer o mercado tunisino e países limítrofes.
A entrada do grupo na agricultura ocorre em 2006 com a Soprolives em Marrocos, mas é em 2007, em parceria com a Atitlan que se cria o projecto Elaia, cujo objectivo é a plantação de cerca de 10.000 hectares de olival, contribuindo assim para um maior controle de todo o processo produtivo.
Ainda em 2007 foi constituida a Agrodiesel. Uma parceria com a Diester Internacional (uma empresa participada pela Bunge e pela Diester, o maior operador europeu de Biodiesel). A fábrica foi instalada junto da fábrica da Tagol e iniciou operação em Dezembro do mesmo ano.
O grupo é já a segunda maior empresa de azeite do mundo e o maior fornecedor de marcas da distribuição do mundo.

## Prémios
Os azeites Oliveira da Serra Lagar do Marmelo e Oliveira da Serra Vintage foram galardoados com o Superior Taste Award nos anos de 2011e 2012, concedido pelo International Taste and Quality Institute.

## Outros
- Sabão Azul e Branco